# Metriocnemus tusimouveus
Metriocnemus tusimouveus är en tvåvingeart som beskrevs av Sasa och Suzuki 1999. Metriocnemus tusimouveus ingår i släktet Metriocnemus och familjen fjädermyggor. Inga underarter finns listade i Catalogue of Life.